# 椋鳩十
椋 鳩十（むく はとじゅう、1905年1月22日 - 1987年12月27日）は、日本の小説家、児童文学作家、鹿児島県立図書館長、教員。本名は久保田 彦穂（くぼた ひこほ）。日本における動物文学の代表的人物である。
1947年から19年間務めた鹿児島県立図書館長時代には、第二次世界大戦で崩壊した図書館機能の再建のため、市町村図書館と共同運営を行い、市町村図書館を設置できない市町村には図書館を設置して県立図書館が支援するという、のちの図書館ネットワークの原型となる、図書館学において「鹿児島方式」と呼ばれるものを構築した。

## 生涯

胸像（長野県下伊那郡）

1905年1月長野県下伊那郡喬木村阿島北にて、父(金太郎)、母(たき)の次男として誕生。旧制飯田中学（現・長野県飯田高等学校）、法政大学法文学部（のちの文学部）国文科卒業。大学在学中、佐藤惣之助の『詩の家』同人となり、1926年に詩集『駿馬』を発表する。
卒業後、鹿児島県熊毛郡中種子高等小学校に代用教員として赴任するも、夏にふんどし1つで授業をしたため3ヶ月で解雇となる。その後に姉・清志の紹介により、同県加治木町の加治木町立実科高等女学校（現在の鹿児島県立加治木高等学校）の国語教師に着任する。仕事の傍ら、宿直室を使い作家活動を続け、1933年に最初の小説『山窩調』を自費出版する。この時初めて椋鳩十のペンネームを使った。以来、新聞・雑誌等に次々と山窩小説を発表。10月、それらを集めた『山窩物語 鷲の唄』が春秋社より発行される。しかし「性描写と無頼放浪の徒をあつかっている」として、刊行1週間で発売禁止の憂き目に遭い、伏字だらけの改訂版となる。
同年、『少年倶楽部』の編集長であった須藤憲三より執筆依頼の手紙が届く。椋は数年放っていたが、須藤の送った「怠け賃」に感激し、児童文学を書き始めた。そして1938年の『少年倶楽部』10月号に、初の動物物語である『山の太郎熊』を掲載する。
1947年（昭和22年）から1966年（昭和41年）までの19年間、鹿児島県立図書館長を務める。館長としては、連合国軍最高司令官総司令部(GHQ)による軍国主義的図書館資料の排除（実質上の廃棄・焚書）命令を書庫に封印する事を条件に命令実行を回避するなどしたが、財政難によって図書館再建は困難を伴った。そこで、県と市町村による図書館の共同運営を行って、市町村立図書館の設置が出来ない市町村では、教育委員会や公民館に図書館（サービス・センター）を設置して県立図書館がこれを支援した。また、県立図書館が主導して図書を購入し、市町村立図書館やサービスセンターに貸し出す事で市町村図書館・サービス・センターと県立図書館が役割分担を行う事で相互の役割補完を目指した。椋のこの運営方式を図書館学では「鹿児島方式」と呼称しており、後の図書館ネットワークの構築に大きな影響を与えた。
また、創作と並行して1958年には島尾敏雄を館長とした奄美分館（現在の鹿児島県立奄美図書館）を設置、1960年には読書運動である『母と子の20分間読書』運動を推進した。1967年から1978年までは鹿児島女子短期大学教授を務め、1972年には南日本出版文化協会から出版された『大石兵六夢物語』の題字を手掛けた。
晩年には離島を題材にした『黄金の島』などの作品を書いている。童話・動物物語のほかに鹿児島の民話をもとにした『日当山侏儒物語』『日高山伏物語』などの著書がある。
鹿児島県内の小中学校・高校の校歌に詩を提供しており、今なお歌われ続けている。なお、作詞者名にペンネームではなく本名で名前が書かれている場合もある。
白い猫が好みで、小説「モモちゃんとあかね」のモデルになった猫のモモを飼っていたときには、モモの産んだ子猫のうち白い子猫を手元に残し、小説でもモモを白猫として描いている。
1976年に勲四等旭日小綬章を受章。1982年自作が「アニメ 野生のさけび」の題でアニメ化。1987年11月に喬木村名誉村民第1号となり、同年12月に肺炎のため鹿児島県鹿児島市長田町の南風病院にて逝去。享年82。翌年1月24日、鹿児島女子短期大学講堂にて葬儀が挙行される。
生まれ故郷の長野県下伊那郡喬木村には喬木村立椋鳩十記念図書館があり、椋鳩十記念館が併設されている。また生涯を過ごした鹿児島には姶良市加治木町に椋鳩十文学記念館が置かれ、鹿児島市が市制100周年を記念し1991年から2014年まで椋鳩十児童文学賞が開催されていた。
『大造じいさんとガン』は、2025年現在の小学5年生の国語教科書の教材になっている。
『マヤの一生』は、1996年に神山征二郎監督、虫プロダクションによってアニメ映画化された。

## 受賞作
- 『片耳の大鹿』（1952年・文部大臣奨励賞受賞）
- 『大空に生きる』（1961年・小川未明文学奨励賞受賞）
- 『孤島の野犬』（1964年・サンケイ児童出版文化賞受賞・国際アンデルセン賞国内賞受賞）
- 『マヤの一生』（1971年・国際アンデルセン賞国内賞受賞・児童福祉文化奨励賞受賞・赤い鳥文学賞受賞）
- 『椋鳩十全集』（1983年・芸術選奨文部大臣賞）

## 著作

### 著書
太字で受賞作を示した。 数字は発表年。
- 鷲の唄 山窩物語 春秋社 1933
- 動物ども 三光社 1943
- 動物のふしぎ 光文社 1947.3
- 片耳の大鹿 牧書店 1951  のち偕成社文庫、ポプラ社文庫
- 屋根うらのネコ 西荻書店 1951
- 山の大将 講談社 1956　のちポプラ社文庫
- 大空に生きる 牧書店 1960 のちポプラ社文庫
- 母と子の20分間読書 あすなろ書房 1961
- 孤島の野犬 牧書店 1963  のち角川文庫、偕成社文庫、ポプラ社文庫
- 日高山伏物語 三州談義社 1964  のちポプラ社文庫
- 椋鳩十動物童話全集 全5巻 小峰書店 1965
- なきむしたろう あすなろ書房 1965
- どうぞかんべん あすなろ書房 1966
- ちょこまかぎつねなきぎつね あすなろ書房 1966
- あかいあしあと ポプラ社 1966
- 山の太郎グマ 偕成社 1966 のち小学館文庫
- あるぷすのきじ あすなろ書房 1966
- 三ぼんあしのいたち あすなろ書房 1966
- みさきのこうま ポプラ社 1966
- 動物異変記 牧書店 1966
- 山窩調 雪華社 1966
- ひとりぼっちのつる ポプラ社 1967 のち文庫
- あまみのくろうさぎ ポプラ社 1967
- みかづきとたぬき 小峰書店 1968
- 本を読まない子の読ませ方 明治図書出版 1968
- 大造じいさんとガン 大日本図書 1968.10 のち偕成社文庫
- カガミジシ 講談社 1969　のちポプラ社文庫
- チビザル兄弟 学習研究社 1969
- きんいろのあしあと 童心社 1969 (日本の動物記シリーズ)のちフォア文庫
- 椋鳩十全集 全12巻 ポプラ社 1969
- マヤの一生 大日本図書 1970 のち講談社文庫
- ねこの話 学習研究社 1970(3年の学習読み物特集号)[8]
- ハブとたたかう島 あすなろ書房 1971
- モモちゃんとあかね ポプラ社 1971 のち文庫
- やせ牛物語 小峰書店 1971
- 寓話ふうのことの 明治図書出版 1971 (教育随想選書)
- ヘビと おしっこ 童心社 1971 (椋鳩十編「ねしょんべんものがたり」より)のちフォア文庫
- 月の輪グマ あかね書房 1972 のちポプラ社文庫
- におい山脈 あすなろ書房 1972 (椋鳩十・梶山俊夫ものがたり絵本 ; 1)
- お日さまのうた あすなろ書房 1972 (椋鳩十・梶山俊夫ものがたり絵本 ; 2)
- 白い鳥 ポプラ社 1972
- ぞうのたび あすなろ書房 1972.2
- ぎんいろの巣 ポプラ社 1973
- 白いなみ白いなみイルカが行く フレーベル館 1973
- ネズミ島物語 偕成社 1973　のち文庫
- みかづきとたぬき 小峰書店 1973
- アルプスのくま あすなろ書房 1973
- きつねものがたり あすなろ書房 1973
- さいごのワシ あすなろ書房 1973
- 日がくれる あすなろ書房 1973.1 (椋鳩十・梶山俊夫ものがたり絵本 ; 3)
- 山の子ども あすなろ書房 1973 (椋鳩十・梶山俊夫ものがたり絵本 ; 4)
- 森のおばけ あすなろ書房 1973 (椋鳩十・梶山俊夫ものがたり絵本 ; 5)
- もりのなかのシカ あすなろ書房 1973
- イタチのまち あすなろ書房 1973
- しもばしら 金の星社 1973
- 地に棲む記録 辺境の思想・底流の情念（編）ダイヤモンド社 1973
- イノシシの谷 あすなろ書房 1974
- 白いオウム ポプラ社 1974　のち文庫
- ふしぎな二階 あすなろ書房 1974
- 山の民とイノシシ 童心社 1974 (ノンフィクション・ブックス)
- けむり仙人 ポプラ社 1974
- 馬おどりの町 毎日新聞社 1974
- 椋鳩十・博物誌 あすなろ書房 1975 (あすなろ・人生の本)
- 黄金の島 ポプラ社 1975 (椋鳩十の離島ものがたり 1)
- 海上アルプス ポプラ社 1975 (椋鳩十の離島ものがたり 2)
- カワウソノ海 ポプラ社 1975
- クマほえる 講談社 1975
- じねずみのおやこ 小峰書店 1975
- ピョンのうた あすなろ書房 1975
- るり寺ものがたり あすなろ書房 1975
- ほうまんの池のカッパ 銀河社 1975
- 鹿児島の伝説 有馬英子共著 角川書店 1976 (日本の伝説)
- ふしぎな石と魚の島 ポプラ社 1976.8 (椋鳩十の離島ものがたり 3)
- 大空いっぱいに あすなろ書房 1976.11
- クロのひみつ ポプラ社 1976.7
- キリンの詩 ポプラ社 1976.3
- アルプスの猛犬 1977.7 (ポプラ社文庫)
- すっとびこぞうとふしぎなくに 金の星社 1977.8
- たたかうカモシカ 1977.10 (ポプラ社文庫)
- 町をよこぎるリス 1977.10 (ポプラ社文庫)
- ヤマネコと水牛の島 ポプラ社 1977.4 (椋鳩十の離島ものがたり 4)
- にせものの英雄 ポプラ社 1977.12 (のびのび人生論)
- 自然の中で 1978.3 (ポプラ社文庫)
- はらっぱのおはなし PHP研究所 1978.8
- 椋鳩十講演集 いづみ書房 1978.12 (くさぶえ文庫)
- のら犬300ぴき 小学館 1978.6
- 薩摩伝統工人伝 西日本図書館コンサルタント協会 1979.1
- 日向薩摩路（カラーブックス No.457） 保育社  1979.2
- おしどりものがたり ひなをまもるたたかい 小学館 1979.8
- 椋鳩十全集 全26巻 ポプラ社 1980.7
- ガラッパ大王 岩崎書店 1980.7
- ふしぎな玉 大日本図書 1980.9
- 石になってしまったあ  国土社 1980.10
- ガラッパとススキの矢 西日本図書館コンサルタント協会 1980.12
- りかとねこのアン 秋書房 1981.7
- とかげのしっぽ 新日本出版社 1981.9 (新日本動物植物えほん)
- 椋鳩十の本 全34巻 理論社 1982‐89
- 森の少女 偕成社 1982.3
- 椋鳩十えぶんこ 全24巻 あすなろ書房 1983‐84
- カラスのクロと花子 ひくまの出版 1983.12
- 子グマのくろすけ ポプラ社 1984.2
- オロロン鳥とおじいさん ポプラ社 1984.3
- いたずら子リス ポプラ社 1984.6
- 太陽の匂い 原田泰治画 理論社 1984.8
- 子ジカのホシタロウ ポプラ社 1984.11
- いのちの讃歌 詩画集 太田大八画 理論社 1985.1
- 山のじいちゃんと動物たち ポプラ社 1985.1
- 子ギツネのおかあさん ポプラ社 1985.8
- 子だぬきと子ねこ ポプラ社 1986.11
- ゆかいなばけくらべ ひくまの出版 1986.11
- ヤクザル大王 八重岳書房 1986.6
- 命ということ心ということ 家の光協会 1987.5
- のうさぎのおかあさん ポプラ社 1987.6
- ひかり子ちゃんの夕やけ 旺文社 1987.2
- ヤタギツネのおや子 アルプスの四季 理論社 1988.11 (アルプス動物記)
- わが心のアルプス 懐かしい村の想い出 理論社 1988.11 (アルプス動物記)
- 感動は心の扉をひらく しらくも君の運命を変えたものは? あすなろ書房 1988.8
- 人間はすばらしい 偕成社 1988.3
- この愛のめざめ 野性の谷間・第1部 理論社 1988.6 (アルプス動物記)
- 王国に生きる 野性の谷間・第2部 理論社 1988.6 (アルプス動物記)
- よみがえる愛 野性の谷間・第3部 理論社 1988.6 (アルプス動物記)
- 人間・出会いのすばらしさ 椋鳩十のわんぱく時代 あすなろ書房 1990.2
- 椋鳩十動物童話集　全15巻 小峰書店、1990‐91
- お母さんの声は金の鈴 椋鳩十の母子論 あすなろ書房 1991.5
- 椋鳩十まるごと動物ものがたり　全12巻　理論社、1995
- 村々に読書の灯を 椋鳩十の図書館論 本村寿年編 理論社 1997.9
- 椋鳩十未刊行作品集 一草舎出版 2004.11

### 作詞

#### 校歌
椋鳩十名義又は本名である久保田彦穂名義にて主に鹿児島県内の高等学校及び小中学校の校歌の作詞を行っていた。以下はその一覧である。
姶良市
- 姶良市立柁城小学校
- 姶良町立成美小学校（廃校）

阿久根市
- 阿久根市立脇本小学校

伊佐市
- 伊佐市立田中小学校

出水市
- 出水市立野田中学校
- 鹿児島県立野田農業高等学校（廃校）

指宿市
- 指宿市立丹波小学校
- 指宿市立北指宿中学校
- 指宿市立西指宿中学校

いちき串木野市
- いちき串木野市立川上小学校
- 鹿児島県立串木野高等学校

大崎町
- 鹿児島県立有明高等学校（廃校）

鹿児島市
- 鹿児島市立郡山小学校
- 鹿児島市立瀬々串小学校
- 鹿児島市立松元小学校
- 鹿児島市立喜入中学校
- 鹿児島市立西紫原中学校
- 鹿児島市立紫原中学校
- 学校法人原田学園鹿児島情報高等学校
- 鹿児島県立鹿児島中央高等学校
- 鹿児島県立鹿児島東高等学校

鹿屋市
- 鹿屋市立上小原小学校
- 鹿屋市立鶴峰小学校
- 鹿屋市立細山田小学校
- 鹿屋市立鹿屋女子高等学校

霧島市
- 霧島市立富隈小学校
- 霧島市立国分北小学校
- 霧島市立木原小中学校
- 鹿児島工業高等専門学校
- 福山町立比曽木野小学校（廃校）
- 福山町立福沢小学校（廃校）
- 国分市立上之段小学校（廃校）

肝付町
- 肝付町立神山中学校

錦江町
- 錦江町立神川小学校
- 錦江町立大根占小学校
- 錦江町立田代中学校
- 錦江町立池田中学校

さつま町
- さつま町立山崎小学校
- さつま町立泊野小学校

薩摩川内市
- 薩摩川内市立東郷小学校（廃校）
- 薩摩川内市立中津小学校
- 薩摩川内市立南瀬小学校（廃校）
- 鹿児島県立東郷高等学校（廃校）

志布志市
- 志布志市立志布志小学校
- 志布志市立有明小学校
- 志布志町立西志布志小学校（廃校）

垂水市
- 垂水市立新城小学校

日置市
- 日置市立妙円寺小学校

南大隅町
- 南大隅町立佐多小学校
- 南大隅町立神山小学校
- 南大隅町立根占中学校

南九州市
- 南九州市立高田小学校

長野市
- 長野市立信州新町小学校

横浜市
- 横浜市立秋葉中学校

### その他
- 鹿児島県立青少年研修センター
- 菱刈町民歌